# Saint-Laurent-du-Bois
Saint-Laurent-du-Bois è un comune francese di 242 abitanti situato nel dipartimento della Gironda nella regione della Nuova Aquitania.

## Società

### Evoluzione demografica
Abitanti censiti